# Antígua e Barbuda nos Jogos Olímpicos de Verão da Juventude de 2014
Antígua e Barbuda competiu nos Jogos Olímpicos de Verão da Juventude de 2014, em Nanquim, China, entre 16 e 28 de Agosto de 2014. Não conquistou medalhas.

## Atletismo
Antígua e Barbuda qualificou dois atletas.
Legenda: Q=Final A (medalhas); qB=Final B (sem medalhas); qC=Final C (sem medalhas); qD=Final D (sem medalhas); qE=Final E (sem medalhas)
Rapazes
Eventos de pista
| Atleta       | Evento | Mangas | Mangas | Final | Final  |
| Atleta       | Evento | Tempo  | Class. | Tempo | Class. |
| ------------ | ------ | ------ | ------ | ----- | ------ |
| Coull Graham | 200 m  | 22.08  | 16 qB  | 22.34 | 12     |

Raparigas
Eventos de pista
| Atleta       | Evento | Mangas   | Mangas | Final     | Final  |
| Atleta       | Evento | Tempo    | Class. | Tempo     | Class. |
| ------------ | ------ | -------- | ------ | --------- | ------ |
| Bliss Soleyn | 100 m  | 11.77 PB | 5 Q    | 11.77 =PB | 4      |

## Natação
Antígua e Barbuda qualificou dois nadadores.
Raparigas
| Atleta             | Evento       | Manga   | Manga  | Meia-final      | Meia-final      | Final           | Final           |
| Atleta             | Evento       | Tempo   | Class. | Tempo           | Class.          | Tempo           | Class.          |
| ------------------ | ------------ | ------- | ------ | --------------- | --------------- | --------------- | --------------- |
| Noah Mascoll-Gomes | 100 m livres | 55.22   | 35     | Não foi apurado | Não foi apurado | Não foi apurado | Não foi apurado |
| Noah Mascoll-Gomes | 200 m livres | 2:01.69 | 32     | —               | —               | Não foi apurado | Não foi apurado |

Raparigas
| Atleta         | Evento       | Manga   | Manga  | Meia-final      | Meia-final      | Final           | Final           |
| Atleta         | Evento       | Tempo   | Class. | Tempo           | Class.          | Tempo           | Class.          |
| -------------- | ------------ | ------- | ------ | --------------- | --------------- | --------------- | --------------- |
| Gabriella John | 100 m bruços | 1:19.65 | 28     | Não foi apurada | Não foi apurada | Não foi apurada | Não foi apurada |
| Gabriella John | 200 m bruços | DSQ     | DSQ    | —               | —               | Não foi apurada | Não foi apurada |

## Vela
Antígua e Barbuda conseguiu ter uma embarcação por ser uma das principais nações da Class.ed ainda não qualificadas.
| Atleta      | Evento            | Corridas | Corridas | Corridas | Corridas | Corridas | Corridas | Corridas | Corridas | Corridas | Corridas | Corridas | Pontos | Class. final |
| Atleta      | Evento            | 1        | 2        | 3        | 4        | 5        | 6        | 7        | 8        | 9        | 10       | M*       | Pontos | Class. final |
| ----------- | ----------------- | -------- | -------- | -------- | -------- | -------- | -------- | -------- | -------- | -------- | -------- | -------- | ------ | ------------ |
| Rhone Kirby | Byte Cll Rapazess | DNE 31   | 22       | 16       | 9        | 24       | 27       | 7        | CAN      | CAN      | CAN      | 23       | 132    | 24           |

Legenda
| Recorde mundial      | Recorde mundial (World record)               |                       | Recorde africano                      | Recorde africano (African) |                                           | Q | Classificado por posição (Qualified) |
| Recorde olímpico     | Recorde olímpico (Olympic record)            | Recorde da América    | Recorde da América (Americas)         | q                          | Classificado por melhor tempo (Qualified) |   |                                      |
| Melhor marca do ano  | Melhor marca do ano (World leading)          | Recorde asiático      | Recorde asiático (Asian)              | DNS                        | Não largou (Did not start)                |   |                                      |
| Recorde nacional     | Recorde nacional (National record)           | Recorde europeu       | Recorde europeu (European)            | DNF                        | Não terminou (Did not finish)             |   |                                      |
| Recorde pessoal      | Recorde pessoal do atleta (Personal best)    | Recorde da Oceania    | Recorde da Oceania (Oceania)          | DSQ / DQ                   | Desclassificado (Disqualified)            |   |                                      |
| Recorde da temporada | Recorde da temporada do atleta (Season best) | Recorde sul-americano | Recorde sul-americano (South America) | NM                         | Sem marca (No mark)                       |   |                                      |